# Low (Lied)

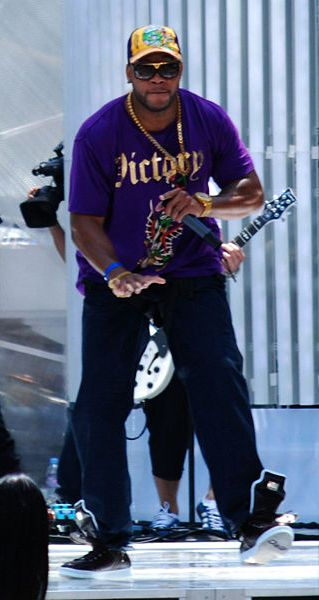
Flo Rida interpretiert Low

Low ist die Debütsingle des US-amerikanischen Rappers Flo Rida, die auf seinem Debütalbum Mail on Sunday und auf dem Soundtrack zum Film Step Up to the Streets von 2008 enthalten ist. T-Pain ist Gastinterpret bei diesem Song. Außerdem wurde das Stück im Film Tropic Thunder verwendet, wobei Tom Cruise in der Rolle des Produktionschefs dieses Films (Les Grossman) dazu tanzt.
Das Lied war ein weltweiter Hit und stand 2008 am längsten auf Platz 1 der US-Single-Charts. Mit über fünf Millionen digital verkauften Einheiten wurde es von der RIAA fünfmal mit Platin ausgezeichnet und ist in digitaler Form der meistverkaufte Song der 2000er Dekade. Low schaffte es auf Platz 3 der Billboard-Hot-100-Jahrzehnt-Charts.
Der Song wurde 2008 von der Band Simple Plan live bei den MuchMusic Video Awards präsentiert. Von Low gibt es auch eine Remix-Version (von Radio Disney), die in dem Multiplayer-Musikspiel DANCE! Online enthalten ist.
Bei den Grammy Awards 2009 wurde der Song in der Kategorie Best Rap/Sung Collaboration nominiert, unterlag jedoch dem Lied American Boy von Estelle und Kanye West.
Im Jahr 2009 verwendete man den Song in der Filmparodie Dance Flick.
Low ist auch im Film Karate Kid zu hören.

## Kommerzieller Erfolg
Low debütierte am 6. November 2007 auf Platz 91 in den Billboard Hot 100 und erreichte Platz 1 in der Woche vom 5. Januar 2008. Der Song stellte den Rekord als der in einer Woche am häufigsten online verkaufte Song (mit 467.000 digital verkauften Einheiten) auf. Das zweitbeste Lied zu diesem Zeitpunkt, Fergalicious von Fergie mit Will.i.am hatte Anfang 2007 nur 295.000 digitale Einheiten verkauft. Low konnte sich zehn Wochen durchgehend auf Platz 1 in den Billboard Hot 100 halten. Kein Song blieb 2008 länger an der Spitze der US-Charts als Low. 23 Wochen lang stand er in den Top Ten und blieb insgesamt 37 Wochen in den Billboard Hot 100.
Mit 13 Wochen an der Spitze der US-Digital-Charts war es der bis dahin erfolgreichste Download-Hit. Low wurde die bis dahin digital bestverkaufte Single, mit allein in den USA über fünf Millionen digital verkauften Einheiten.
Außerdem erreichte Low noch die Spitzen der Charts in Australien, Neuseeland, Kanada und Irland. In Großbritannien war Low ein Nummer-zwei-Hit. Es ist bis heute T-Pains und Flo Ridas erfolgreichster Song.

### Chartplatzierungen
| ChartsChartplatzierungen       | Höchstplatzierung | Wochen |
| ------------------------------ | ----------------- | ------ |
| Deutschland (GfK)              | 13 (23 Wo.)       | 23     |
| Österreich (Ö3)                | 9 (25 Wo.)        | 25     |
| Schweiz (IFPI)                 | 13 (59 Wo.)       | 59     |
| Vereinigte Staaten (Billboard) | 1 (40 Wo.)        | 40     |
| Vereinigtes Königreich (OCC)   | 2 (77 Wo.)        | 77     |

| ChartsJahrescharts (2008)      | Platzierung |
| ------------------------------ | ----------- |
| Deutschland (GfK)              | 54          |
| Österreich (Ö3)                | 38          |
| Schweiz (IFPI)                 | 50          |
| Vereinigte Staaten (Billboard) | 1           |
| Vereinigtes Königreich (OCC)   | 11          |

| ChartsJahrescharts (2000–2009) | Platzierung |
| ------------------------------ | ----------- |
| Vereinigte Staaten (Billboard) | 3           |

### Auszeichnungen für Musikverkäufe
| Land/Region                  | Auszeichnungen für Musikverkäufe (Land/Region, Auszeichnung, Verkäufe) | Verkäufe   |
| ---------------------------- | ---------------------------------------------------------------------- | ---------- |
| Australien (ARIA)            | 3× Platin                                                              | 210.000    |
| Dänemark (IFPI)              | Platin                                                                 | 90.000     |
| Deutschland (BVMI)           | 5× Gold                                                                | 750.000    |
| Italien (FIMI)               | Gold                                                                   | 35.000     |
| Japan (RIAJ)                 | Platin (Digital) · + Gold (Mobile Downloads)                           | 350.000    |
| Kanada (MC)                  | 5× Platin (Single) · + 5× Platin (Ringtone)                            | 600.000    |
| Neuseeland (RMNZ)            | 6× Platin                                                              | 180.000    |
| Schweiz (IFPI)               | Platin                                                                 | 30.000     |
| Spanien (Promusicae)         | Gold                                                                   | 30.000     |
| Südkorea (KMCA)              | —                                                                      | 162.140    |
| Vereinigte Staaten (RIAA)    | Diamant (Single) · + 3× Platin (Mastertone)                            | 13.000.000 |
| Vereinigtes Königreich (BPI) | 3× Platin                                                              | 1.800.000  |
| Insgesamt                    | 4× Gold · 30× Platin · 1× Diamant ·                                    | 17.237.140 |

Hauptartikel: Flo Rida/Auszeichnungen für Musikverkäufe